# Keaton Wallace
Keaton Wallace (Richardson, Texas; 26 de febrero de 1999) es un baloncestista estadounidense que pertenece a la plantilla de los Atlanta Hawks de la NBA, con un contrato dual que le permite jugar también con su filial de la g League, los College Park Skyhawks. Con 1,91 metros de estatura, juega en la posición de base o escolta. Es hermano del también jugador profesional Cason Wallace, y primo de Terrel Harris.

## Trayectoria deportiva

### Universidad
Jugó cuatro temporadas con los Roadrunners de la Universidad de Texas en San Antonio, en las que promedió 16,6 puntos, 4,4 rebotes, 2,8 asistencias y 1,3 robos de balón por partido. En su primera temporada fue incluido en el mejor quinteto freshman de la Conference USA, mientras que en las tres siguientes temporadas lo sería en el segundo mejor quinteto de la conferencia. Acabó su carrera como el segundo máximo anotador en la historia del programa, detrás de Jhivvan Jackson. Se declaró elegible para el draft de la NBA de 2021, renunciando a su año adicional de elegibilidad universitaria.

#### Estadísticas
| Año     | Equipo | PJ  | PT  | MPP  | %TC  | %3P  | %TL  | RPP | APP | ROB | TPP | PPP  |
| ------- | ------ | --- | --- | ---- | ---- | ---- | ---- | --- | --- | --- | --- | ---- |
| 2017–18 | UTSA   | 35  | 20  | 27.6 | .365 | .332 | .742 | 3.1 | 2.7 | .8  | .4  | 11.4 |
| 2018–19 | UTSA   | 32  | 32  | 34.9 | .422 | .382 | .856 | 5.0 | 2.4 | 1.3 | .7  | 20.2 |
| 2019–20 | UTSA   | 32  | 32  | 34.8 | .395 | .351 | .806 | 4.5 | 3.1 | 1.3 | .3  | 18.8 |
| 2020–21 | UTSA   | 26  | 26  | 33.6 | .420 | .319 | .788 | 5.5 | 3.4 | 1.0 | .3  | 16.8 |
| Total   | Total  | 125 | 110 | 32.6 | .401 | .351 | .806 | 4.4 | 2.8 | 1.1 | .4  | 16.6 |

### Profesional
Tras no ser elegido en el Draft de la NBA de 2021, se unió a los Memphis Grizzlies para la Liga de Verano de la NBA. Fue seleccionado con la novena elección de la segunda ronda del Draft de la NBA G League de 2021 por Wisconsin Herd, y posteriormente fue traspasado a los Agua Caliente Clippers, uniéndose al equipo el 27 de octubre.
El 21 de febrero de 2023 acordó un contrato dual con Los Angeles Clippers. Fue despedido el 1 de marzo, sin haber llegado a debutar en la NBA. El 4 de marzo fue readquirido por los Ontario Clippers.
El 31 de agosto de 2023, los derechos de Wallace fueron transferidos a los College Park Skyhawks, y el 29 de septiembre firmó contrato con los Atlanta Hawks. Sin embargo, fue despedido el 8 de octubre. El 29 de octubre se unió a los College Park Skyhawks.
El 15 de julio de 2024 firmó un contrato dual con los Hawks.

## Estadísticas de su carrera en la NBA

### Temporada regular
| Año     | Equipo  | PJ | PT | MPP  | %TC  | %3P  | %TL   | RPP | APP | ROB | TPP | PPP |
| ------- | ------- | -- | -- | ---- | ---- | ---- | ----- | --- | --- | --- | --- | --- |
| 2024-25 | Atlanta | 31 | 5  | 16.2 | .401 | .329 | 1.000 | 1.6 | 2.6 | .9  | .3  | 5.4 |
| Total   | Total   | 31 | 5  | 16.2 | .401 | .329 | 1.000 | 1.6 | 2.6 | .9  | .3  | 5.4 |